# جک ترنر (راننده مسابقه)
جک ترنر (انگلیسی: Jack Turner؛ زادهٔ ۱۲ فوریهٔ ۱۹۲۰ در سیاتل، واشینگتن، درگذشتهٔ ۱۲ سپتامبر ۲۰۰۴ در رنتون، واشینگتن) رانندهٔ مسابقات اتومبیل‌رانی اهل ایالات متحده آمریکا بود که از فصل ۱۹۵۶ تا ۱۹۶۰ در مجموع در پنج گراند پری از مسابقات جهانی فرمول یک شرکت کرد، اما موفق به کسب هیچ امتیازی نشد.
ترنر در ۱۲ سپتامبر ۲۰۰۴ در رنتون، واشینگتن درگذشت.